# ستارغيت (بوابة)

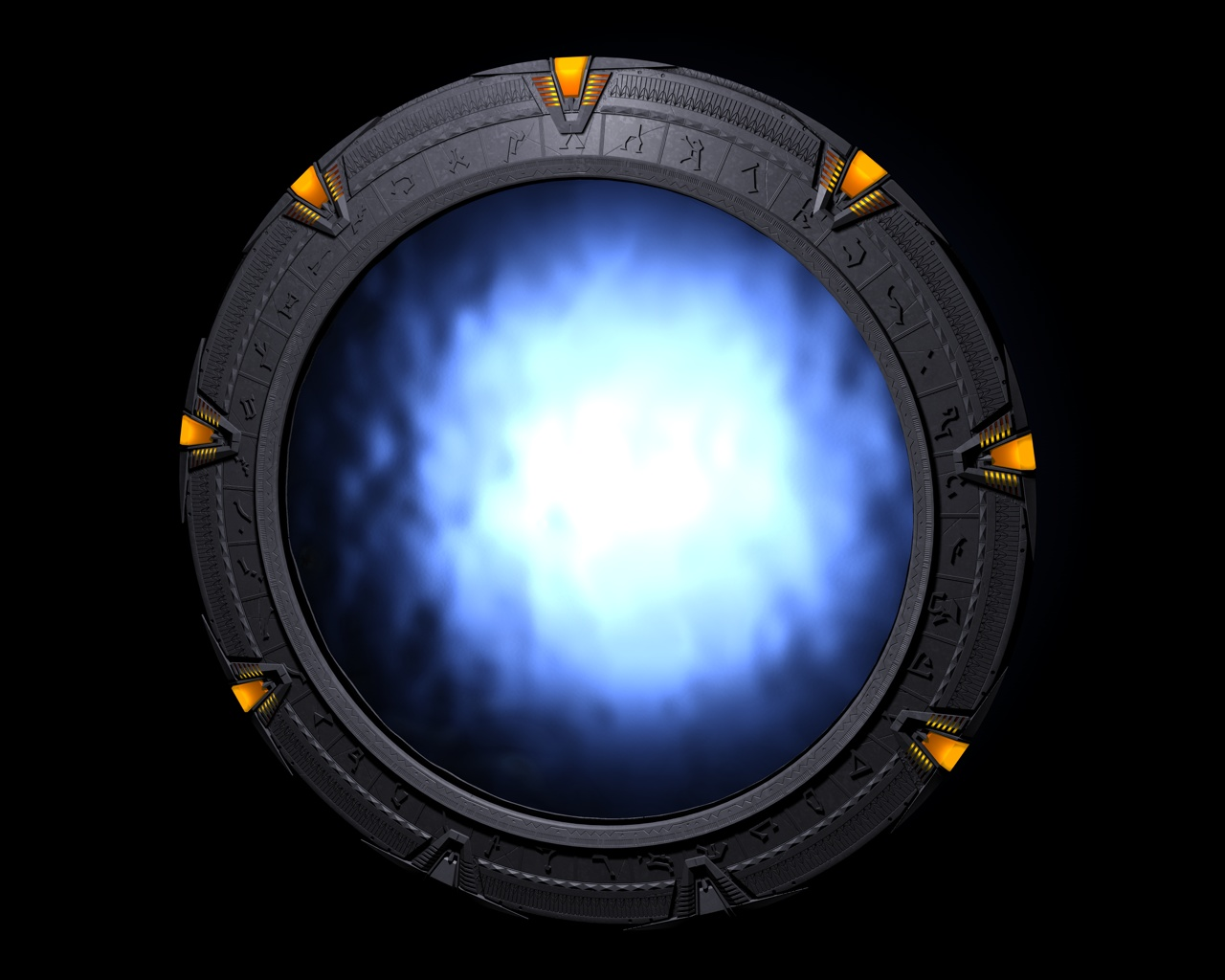
بوابة نجوم من ستارغيت إس جي 1

بوابات النجوم هي مجموعة من الأجهزة ظهرت بسلسلة الخيال العلمي ستارغيت، وتسمي أيضا «شابا آي» (Chappa'ai) بلغة الغواؤلد و«أستريا بورتا» (Astria Porta) بلغة القدماء. تم بنائها عن طريق القدماء من أجل صنع ممرات أو ثقوب دودية بين عوالم ومجرات مختلفة تسمح بالتنقل بينهم في ثواني معدودة وبسهولة تامة.
تعد بوابة النجوم أهم اختراعات القدماء على الإطلاق، ولذا فهم كثيراً ما يلقبون ببناة البوابات. ولا يعرف بالتحديد الوقت الذي بدأ فيه القدماء في نشر البوابات في مجرتنا، إلا ان البوابة التي عثر عليها بأنتاركتيكا تم تقدير عمرها بحوالي 50 مليون سنة.
ولقد قام القدماء بنشر البوبات على آلاف الكواكب بعدة مجرات، ولكن استخدامها لم يكن مقصورا عليهم فقط، بل كان ممكن من الجميع. إلا انه وعلى الرغم من تواجد البوابات على اعداد هائلة من الكواكب، فلقد اقتصر استخدامها على قلة منهم فقط. حيث كان الغالبية العظمي من هذه الكواكب مواطن لشعوب بدائية، لا يمكنها فهم التكنولوجيا الكامنة خلف البوابة. بالإضافة لان الكثيرين منهم كانوا يعتبرون البوابات آثار مقدسة أو مرعبة يستخدمها إما الشياطين أو الآلهة، وكانوا يطلقون عليها أسماء مختلفة مثل دائرة الحزن أو حلقة الآلهة.

## التسمية
وضع القدماء بوابة النجوم (ستارغيت) في آلاف العوالم عبر العديد من المجرات، لكن شبكة الستارغيت كانت مفتوحة للاستعمال من قبل الجميع، وتواصل استعمالها كوسيلة للسفر من قبل العديد من الأجناس. بعض الأجناس، مثل الغواؤلد، انتشروا وعاشوا بالاعتماد على البوابات، والتي أصبحت جزءا من ثقافتهم.
في المقابل، معظم الأجناس أعطت لبوابة النجوم اسمها الخاص. فالقدماء كانوا يسمنوها «أستريا بورتا». وتسمى (باللغة الإنجليزية: Stargate) «ستارغيت» أو «بوابة النجوم» وهي نفس معنى التسمية في لغة الغواؤلد «شابا'آي»، وهي من ترجمة دانييل جاكسون وكلمة «شابا'آي» لها نفس المعنى في لغة القدماء «أستريا بورتا». الريث يسمنوها «البوابة».
رغم أن بوابات النجوم موجودة على العديد من الكواكب، فإن معظم الأجناس التي تعيش فيها ما زالت بدائية، ويظنون أن البوابات موجودة لكي يتم عبادتها، أو يخافون ويرتعبون منها، ويطلقون عليها أسماء مثل «حلقة الآلهة» و«دائرة الحزن» الك'تاو يسمون بوابة النجوم «الأنولوس». في مجرة بيغاسوس، يطلق عليها السكان حلقة الأسلاف وهناك المزيد من التسميات الأخرى مثل «الحلقة» أو «البوابة».

## المواصفات التقنية
بوابة النجوم هي أساسا ناقل ضخم للكهرباء، قادرة على تسخير الطاقة من العديد من المصادر، خاصة الكهرباء. عند المرور عبر أفق الحدث، المادة التي تعبرها تتحول إلى طاقة ثم يتم إعادة تكوينها عند نهاية الأفق. المسالك الدودية تؤدي إلى جهة واحدة فقط، لكن لايعرف ما الذي قد يحدث إذا عبر شخص عكس المسلك الدودي. بوابة النجوم تمتلك رموزا (39 بالنسبة إلى مجرة درب التبانة، 36 بالنسبة إلى مجرة بيغاسوس، والكواكب الأخرى التي زارتها سفينة القدر) ولا يتم استعمال سوى سبعة رموز. ستة من الرموز، تمثل الكوكبة، تشير إلى الوجهة ثلاثية الأبعاد في الفضاء، في حين يشير الرمز السابع إلى نقطة الأصل. من أجل البوابات التي توصل إلى أماكن من خارج المجرة، استعمال كوكبة ذات سبعة رموز هو ضروري.
عامة، تمتلك بوابات النجوم أجهزة اتصال (DHD اختصار لجهاز الاتصال نحو الوطن) وهي موضوعة أمامها، حيث يمكن استعمالها تماما كالهاتف فيتم اختيار الرمز الذي يجب أن تكون فيه اتصال. البوابة الي وجدت في مصر لم تكن معها جهاز اتصال. اكتشف لاحقا أن روسيا كانت تمتلك جهاز الاتصال المفقود. حصل الروسيون عليه في الحرب العالمية الثانية، عندما احتلوا ألمانيا.
فتح الستارغيت يتطلب كمية من الطاقة أكثر من الطاقة اللازمة لإبقاء مسلك دودي مفتوحا، ومتسببا في ممر غير مستقر منطلقا من «أمام» الستارغيت. هذه الطاقة سوف تقوم بتقسيم أي مادة في طريقها لكن، الممر يمكن أن يفتح إلا إذا كان فضاء كافي أمام الأفق الحدث. الأجهزة مثل الحدقة تمنع الأفق من الانفتاح. يصنع الأفق ضغطا قادرا على تحريك الأشياء الصغيرة.
الستارغيت تبقى مفتوحة لوقت محدود وهو 38 دقيقة، وDHD قادر على إجبار المسلك الدودي كي ينغلق قبل أن يصل الشيء إلى الجهة الأخرى.

### بوابة أطلانتس
في مجرة بيغاسوس، بعض البوابات موجودة في الفضاء وتستمد طاقتها من مصادر أخرى ويمكن فتحها بواسطة جهاز تحكم موجود في السفن الفضائية. كان الهدف من الشيفرون الثامن غير معروف حتى علم الكولونيل جاك أونيل عندما تم تخزين قاعدة بيانات القدماء في دماغه. وتم اكتشاف الهدف من الشيفرون الثامن. أما الهدف من الشيفرون التاسع فلم يتم اكتشافه الا في قاعدة إيكاروس. والهدف منها هو الفتح نحو بوابات معينة مثل بوابة سفينة القدر.

### بوابة سفينة ديستيني
والستارغيت على سفينة القدر، والأخرى التي شيدت على سفن أخرى، هي تصميم آخر من الستارغيت. هذه البوابات التي يشتبه في أن يكون أول، «النموذج» نسخة من البوابات، على نحو أكثر تحديدا من البوابة على متن القدر، جميع الجهات التي تقوم على أساس. ولم يعرف كيف لتنشيط شيفرون التاسعة للستارغيت حتى ايلاي والاس اكتشفت أنه يتطلب رمز بدلا من تنسيق لتحديد مكان واطلب بوابة محددة على متن القدر. عند تفعيل شركة شيفرون الثامنة، فإنه يتطلب الكثير من القدرة على الاتصال الهاتفي، وعادة توفيره من قبل نقطة الصفر الوحدة. متطلبات الطاقة لشركة شيفرون التاسعة هي أكبر؛ م الأوراق واستغلالها جوهر من إيكاروس من نوع كوكب الأرض لهذا الغرض.

## معرض صور

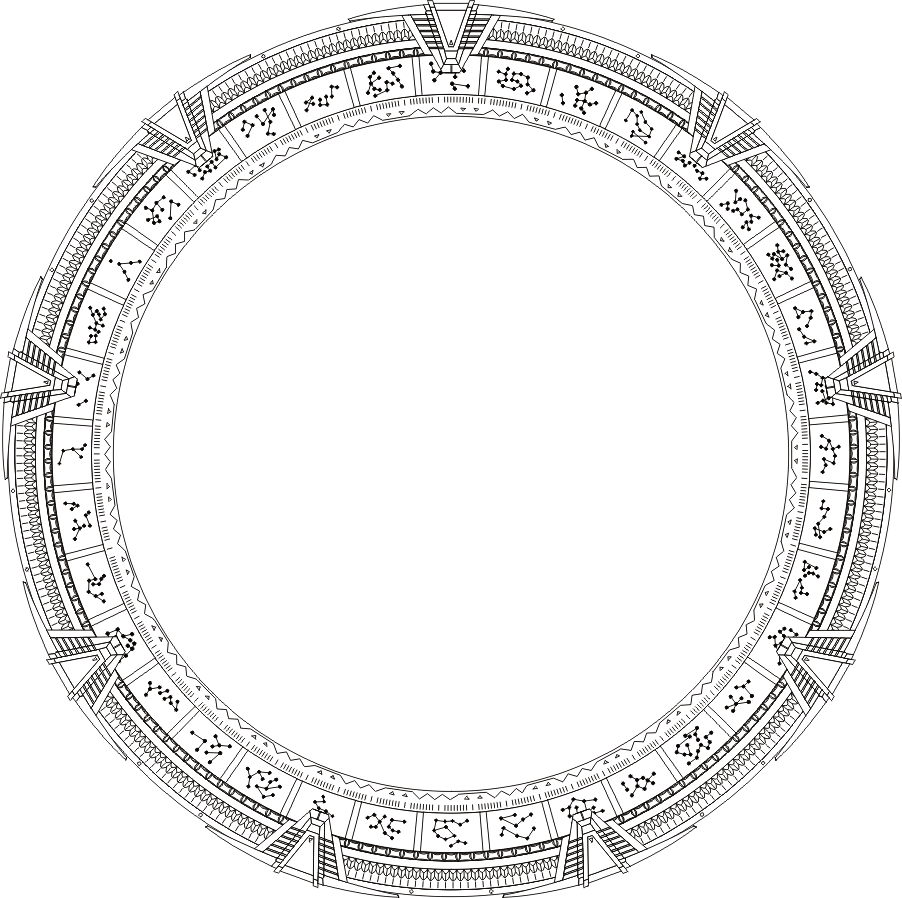
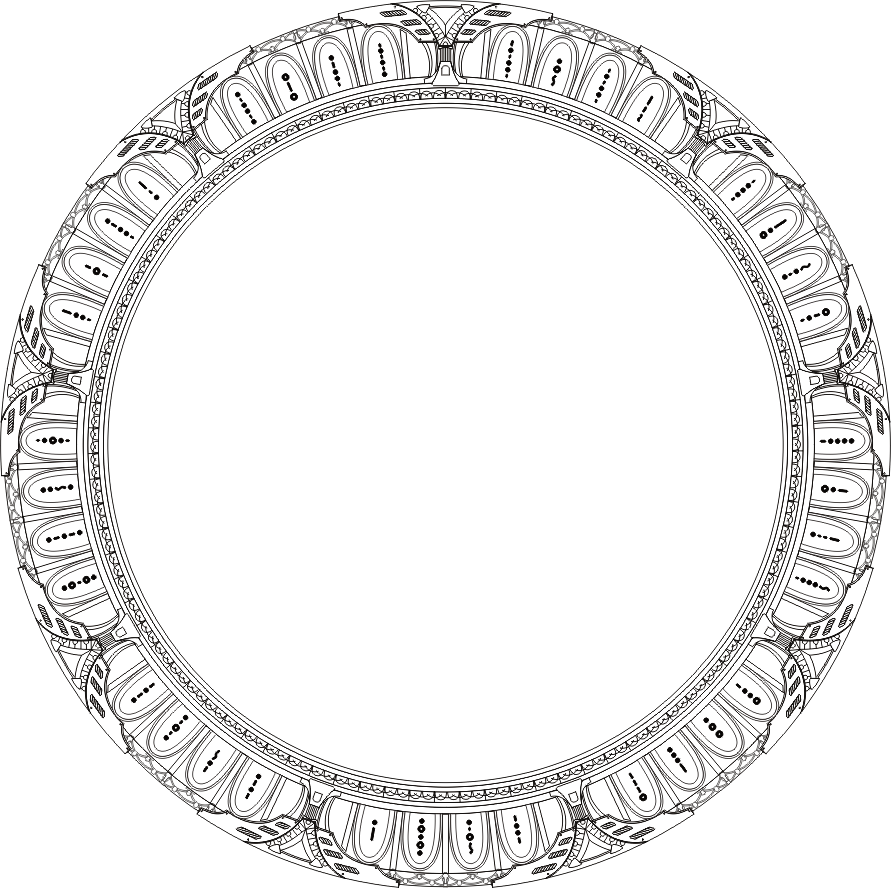
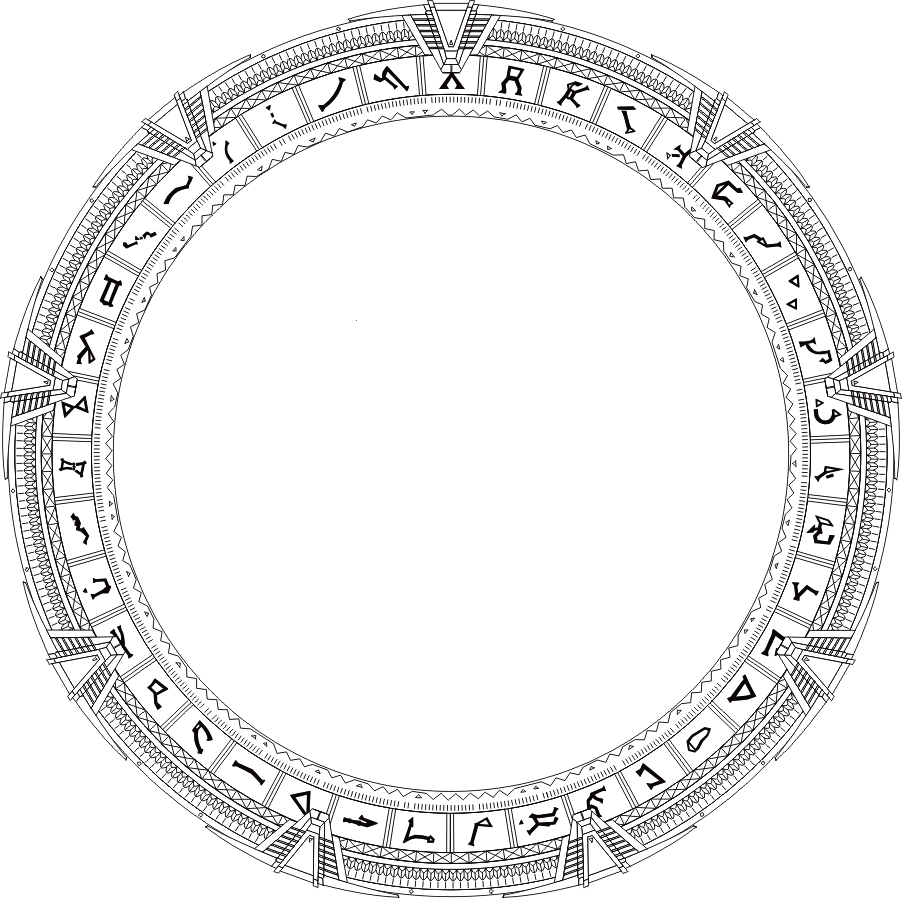